# Joaquim Malats
Joaquim Malats y Miarons (San Andrés de Palomar, 5 marzo 1872 – Barcellona, 22 ottobre 1912) è stato un compositore e pianista spagnolo, uno degli artisti spagnoli della fine del XIX secolo, che ha goduto di più prestigio per tutta la sua vita e carriera artistica.

## Biografia
Ha studiato con Juan Bautista Pujol presso il Conservatorio Municipale di Musica di Barcellona. Dopo aver debuttato a quattordici anni (1886), ha continuato i suoi studi al Conservatorio di Parigi, dove ha vinto il primo premio per pianoforte e il premio Diémer nel 1903.
Si è esibito in Spagna, Francia e Portogallo con straordinario successo. Ha presentato in anteprima gran parte del capolavoro di Isaac Albéniz: Iberia.

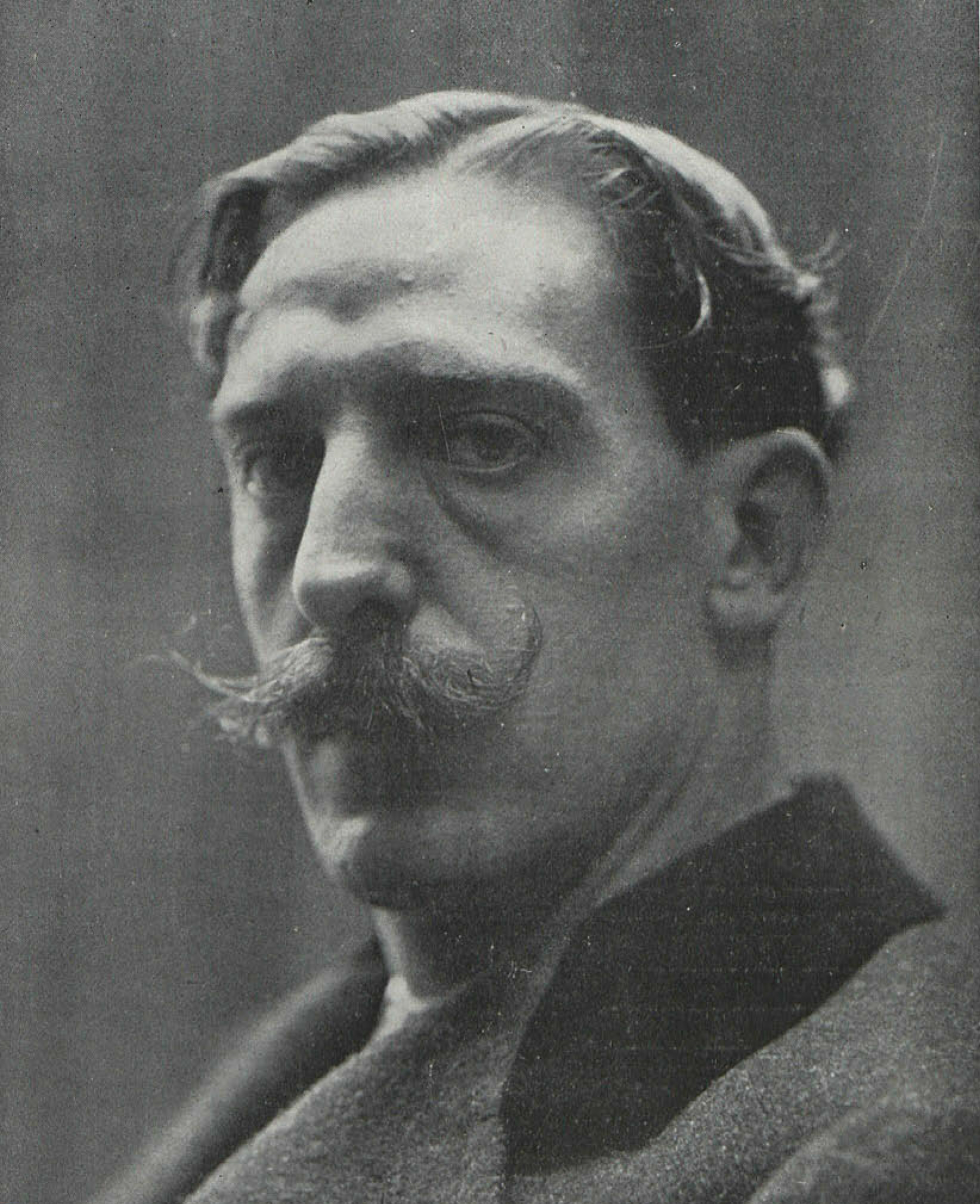
Fotografato da Audouard

## Opere principali
Come compositore ha scritto Impresiones de España, suite per orchestra, una Serenata española, un trio per pianoforte, violino e violoncello, e diverse opere per pianoforte: mazurche, danze, serenate, Babillage y Vals Caprice.
Nel Museo della musica di Barcellona vengono conservati articoli di stampa, una corrispondenza con Isaac Albéniz e un'ampia raccolta fotografica di ritratti del pianista.